# Quijingue (kommun)
Quijingue är en kommun i Brasilien.   Den ligger i delstaten Bahia, i den östra delen av landet, 1 100 km nordost om huvudstaden Brasília. Antalet invånare är 27 243.
Följande samhällen finns i Quijingue:
- Quijingue

Omgivningarna runt Quijingue är huvudsakligen savann. Runt Quijingue är det glesbefolkat, med 18 invånare per kvadratkilometer.